# مازراتی بورا

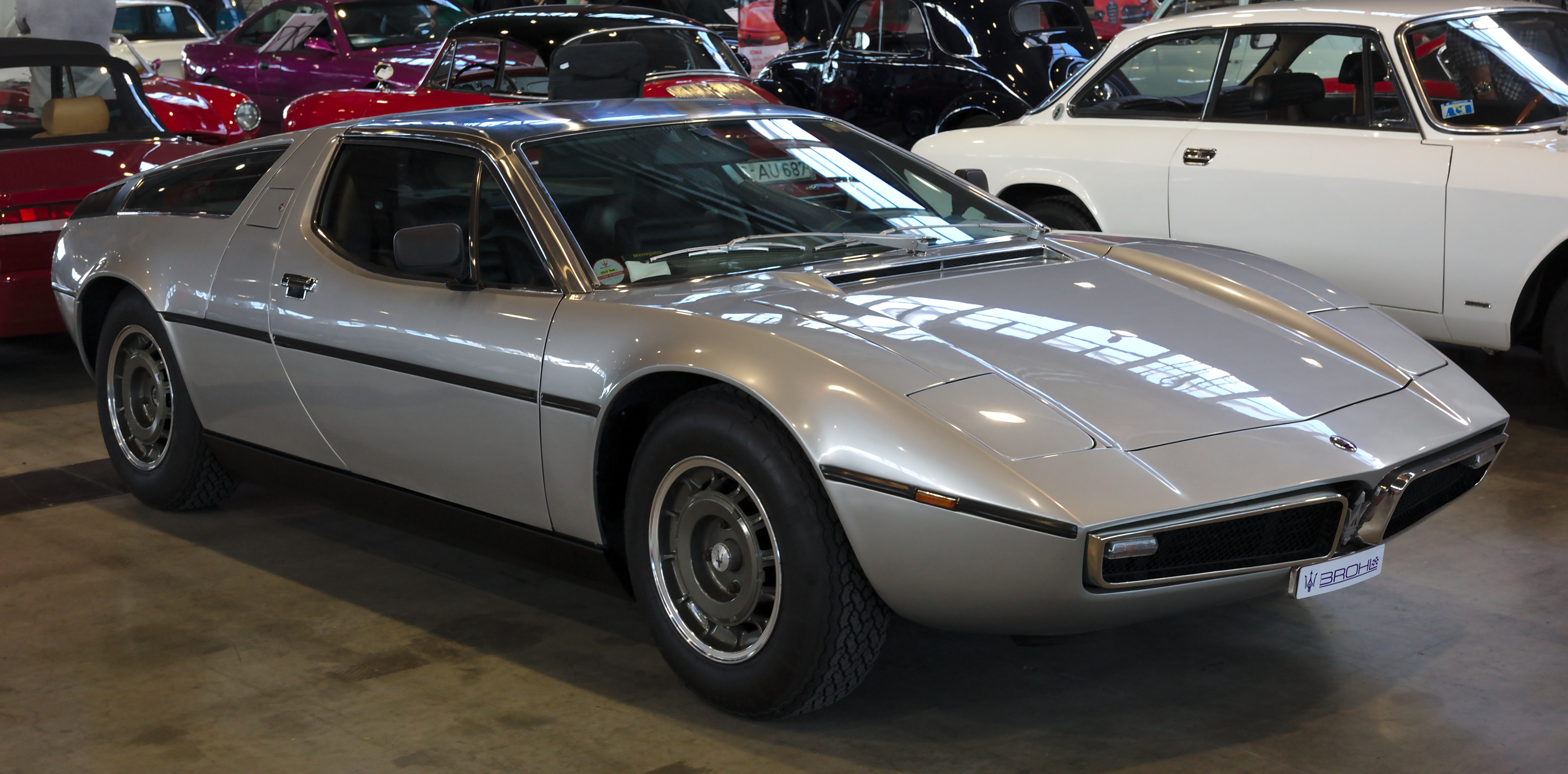

مازراتی بورا (Maserati Bora) خودرویی است که در سال‌های ۱۹۷۱ تا ۱۹۷۸ (Bora ۴.۷ L)۲۸۹ produced
۱۹۷۴-۱۹۷۸ (Bora ۴.۹ L)
۲۷۵ produced تولید شده‌است.
طراحی آن خودروهای موتور وسط عقب-محور عقب بوده است. سیستم جعبه‌دندهٔ آن ۵ دنده به صورت دستی است.